# Rex Richards
Sir Rex Edward Richards (n. 28 octombrie 1922, Colyton, Devon, Anglia, Regatul Unit al Marii Britanii și Irlandei – d. 15 iulie 2019) a fost un om de știință britanic și academician. A ocupat funcția de vicecancelar a Universității din Oxford și pe cea de director al Trustului Leverhulme. 